# Kościół św. Katarzyny w Brzeźnie Szlacheckim
Kościół św. Katarzyny w Brzeźnie Szlacheckim - drewniany kościół parafialny we wsi Brzeźno Szlacheckie, w gminie Lipnica, w powiecie bytowskim, w województwie pomorskim.

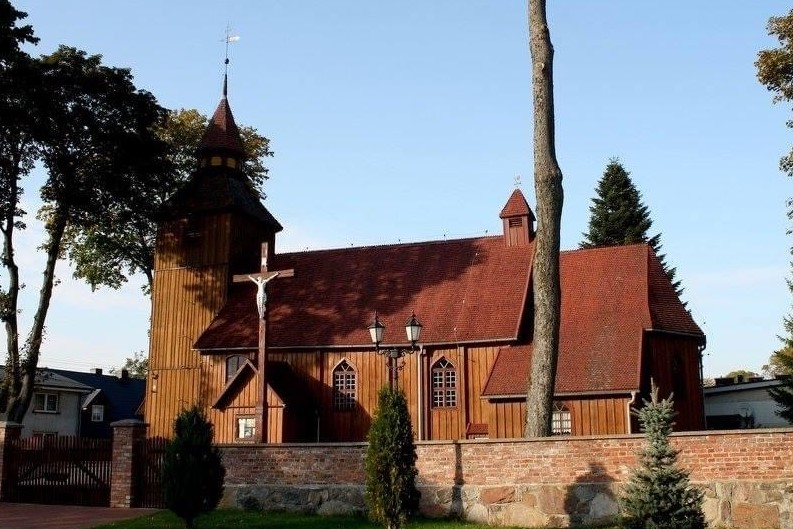

## Historia
Świątynia wybudowana w 1716 roku. Wzniesiona dzięki staraniom księdza Wojciecha Kleknera przez cieślę Michała Strenga. Wieża została dobudowana w 1752 roku przez cieślę Kiellera. Odrestaurowana w 1819 roku. Rozbudowana w 1902 roku – została przedłużona nawa przez cieślę Alberta Pysall. W 1952 roku została dobudowana druga zakrystia.

## Budowa i wyposażenie
Świątynia drewniana, o jednej nawie posiada konstrukcję zrębową. Orientowana. Prezbiterium jest mniejsze, znajduje się od strony nawy, jest zamknięte trókątnie i posiada dwie zakrystie z boku. Z boku nawy mieści się kruchta przebudowana na kaplicę. Wieża posiada konstrukcję słupowo – ramową, znajduje się od przodu i posiada kruchtę w przyziemiu. Jest zakończona dachem namiotowym oraz ośmiokątnym hełmem stożkowym posiadającym latarnię i chorągiewkę. Dach ma dwie kalenice oraz kwadratową wieżyczkę na sygnaturkę. W środku chór muzyczny, wposażony w organy przechodzący w krótkie empory po bokach. Polichromia na suficie została wykonana przez Władysława Drapiewskiego w 1903 roku. Wyposażenie pochodzi głównie z początku ubiegłego stulecia. Ambona z połowy XVIII stulecia wykonana w duchu baroku. Kościół ma murowane ogrodzenie.